# Jean-Paul Garraud
Jean-Paul Garraud (ur. 27 lutego 1956 w Tuluzie) – francuski polityk, prawnik i samorządowiec, poseł do Zgromadzenia Narodowego XII i XIII kadencji, deputowany do Parlamentu Europejskiego IX i X kadencji.

## Życiorys
Z wykształcenia prawnik, ukończył następnie École nationale de la magistrature (ENM), uczelnię kształcącą sędziów i prokuratorów. Od 1983 orzekał jako sędzia w różnych instytucjach wymiaru sprawiedliwości. W latach 1992–1996 był prezesem sądu do spraw cywilnych (tribunal de grande instance) w Les Sables-d’Olonne. W 1997 objął stanowisko zastępcy dyrektora ENM, a w 2001 prezesa sądu do spraw cywilnych w Paryżu. W 2002 powołany na doradcę przewodniczącego Senatu.
Zaangażował się w działalność polityczną w ramach Unię na rzecz Ruchu Ludowego. W latach 2002–2012 z jej ramienia przez dwie kadencje sprawował mandat deputowanego do Zgromadzenia Narodowego. Należał do liderów związanego z UMP prawicowego stowarzyszenia La Droite populaire. W kadencji 2010–2015 zasiadał w radzie regionalnej Akwitanii.
Po odejściu z parlamentu powrócił do pracy w wymiarze sprawiedliwości. W 2012 otrzymał nominację na rzecznika generalnego (oskarżyciela publicznego) przy sądzie apelacyjnym w Poitiers. W tym samym roku został przewodniczącym branżowej organizacji zawodowej Association professionnelle des magistrats. Kontynuował jednocześnie swoją aktywność polityczną. Od 2015 należał do powstałym z przekształcenia UMP Republikanów. W 2019 ogłosił swój akces do Zjednoczenia Narodowego, ugrupowania powstałego z przekształcenia Frontu Narodowego. W 2019 i 2024 z ramienia tej partii uzyskiwał mandat eurodeputowanego IX i X kadencji.
W 2021 bezskutecznie ubiegał się o prezydenturę regionu Oksytania, został wówczas wybrany do rady regionalnej.